# 瑟格鄉

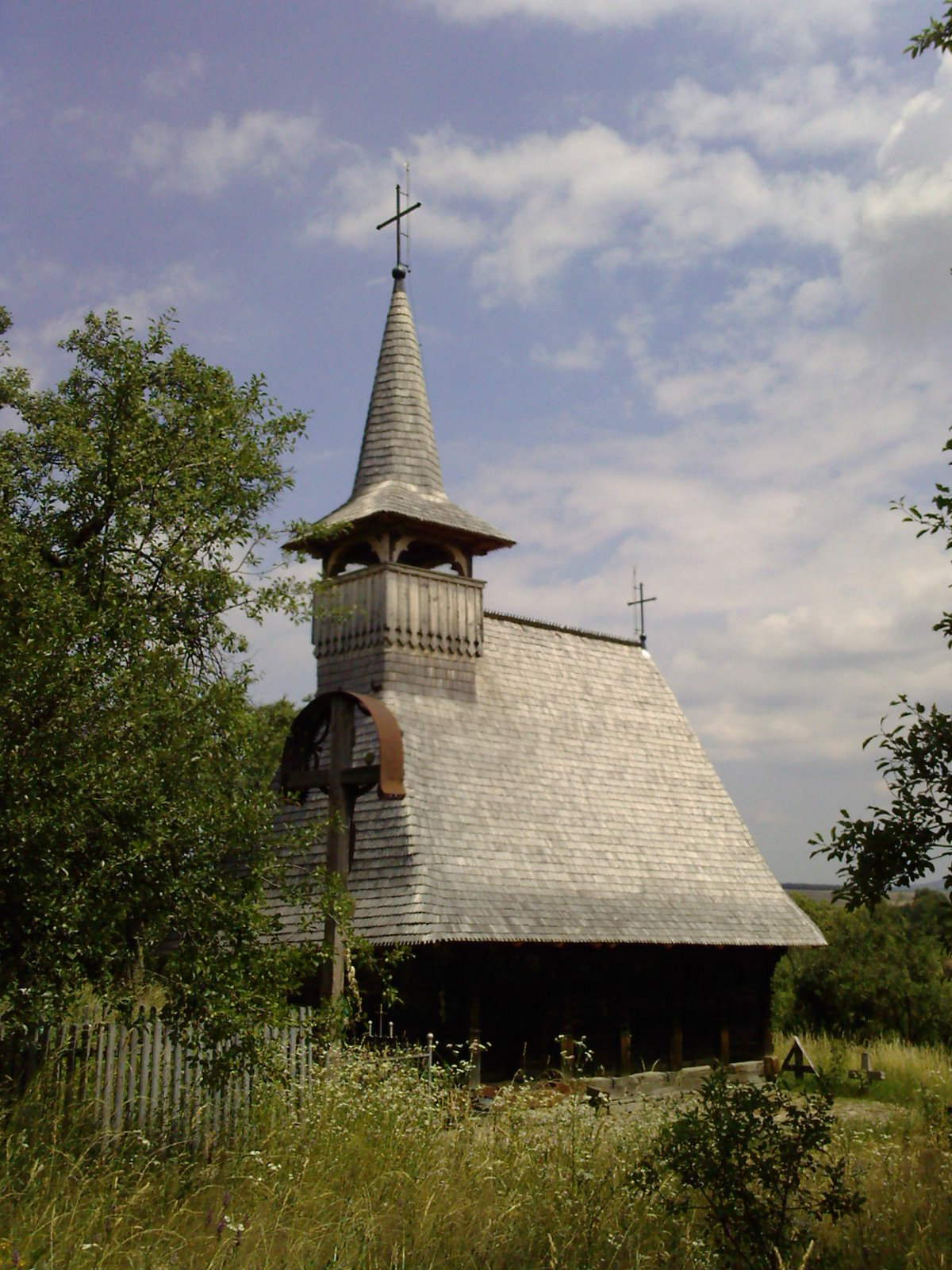

47°05′N 22°49′E / 47.083°N 22.817°E
瑟格鄉（羅馬尼亞語：Comuna Sâg, Sălaj），是羅馬尼亞的鄉份，位於該國西北部，由瑟拉日縣負責管轄，面積88平方公里，海拔高度372米，2007年人口3,462，人口密度每平方公里39人。